# Brombachtal
Brombachtal (odenwälderisch Bromisch) ist eine Gemeinde im südhessischen Odenwaldkreis. Der Sitz der Gemeindeverwaltung liegt im Ortsteil Kirchbrombach.

## Geografie

### Geografische Lage
Brombachtal liegt im Zentrum des Odenwalds in der Nähe von Bad König. Drei der fünf Ortsteile der Gemeinde liegen im Einzugsbereich des Brombachs, der so für Brombachtal namensgebend wurde. Höchste Erhebung im Gemeindegebiet ist im Westen der 443 Meter hohe Heidelberg im Böllsteiner Odenwald. Der tiefste Punkt mit etwa 185 Meter liegt im Osten in der Mümlingniederung am Straßenrand der Bundesstraße 45, die hier die Gemeindegrenze bildet.

### Nachbargemeinden
Brombachtal grenzt im Norden und Osten an die Stadt Bad König, im Süden an die Stadt Michelstadt sowie im Westen an die Gemeinden Reichelsheim und Brensbach.

### Gemeindegliederung
Die Gemeinde besteht aus den fünf Ortsteilen Birkert, Böllstein, Hembach, Kirchbrombach (Sitz der Gemeindeverwaltung) und Langenbrombach. Zu Kirchbrombach gehören auch die Weiler Balsbach und Herrenwäldchen.

## Geschichte

### Gemeindebildung
Die Gemeinde entstand am 1. Oktober 1971 im Zuge der Gebietsreform in Hessen durch den freiwilligen Zusammenschluss der bis dahin selbständigen Gemeinden Birkert, Böllstein, Hembach, Kirch-Brombach (jetzt Kirchbrombach) und Langen-Brombach (jetzt Langenbrombach). Der Verwaltungssitz wurde im Ortsteil Kirchbrombach an der Grenze zu Langenbrombach zentral gelegen errichtet. Am Ortsausgang von Kirchbrombach Richtung Langenbrombach wurde ein neues Rathaus gebaut. Für die Ortsteile Böllstein, Birkert und Hembach wurden Ortsbezirke mit Ortsbeirat und Ortsvorsteher nach der Hessischen Gemeindeordnung gebildet.

### Bevölkerung

#### Einwohnerstruktur 2011
Nach den Erhebungen des Zensus 2011 lebten am Stichtag dem 9. Mai 2011 in Brombachtal 3585 Einwohner. Darunter waren 184 (5,1 %) Ausländer, von denen 93 aus dem EU-Ausland, 75 aus anderen europäischen Ländern und 19 aus anderen Staaten kamen. (Bis zum Jahr 2020 erhöhte sich die Ausländerquote auf 7,2 %.) Nach dem Lebensalter waren 603 Einwohner unter 18 Jahren, 1377 waren zwischen 18 und 49, 861 zwischen 50 und 64 und 741 Einwohner waren älter. Die Einwohner lebten in 1554 Haushalten. Davon waren 405 Singlehaushalte, 495 Paare ohne Kinder und 510 Paare mit Kindern, sowie 117 Alleinerziehende und 27 Wohngemeinschaften. In 320 Haushalten lebten ausschließlich Senioren und in 985 Haushaltungen lebten keine Senioren.

#### Einwohnerentwicklung
| Brombachtal: Einwohnerzahlen von 1970 bis 2020                                                   | Brombachtal: Einwohnerzahlen von 1970 bis 2020 | Brombachtal: Einwohnerzahlen von 1970 bis 2020 | Brombachtal: Einwohnerzahlen von 1970 bis 2020 | Brombachtal: Einwohnerzahlen von 1970 bis 2020 |
| ------------------------------------------------------------------------------------------------ | ---------------------------------------------- | ---------------------------------------------- | ---------------------------------------------- | ---------------------------------------------- |
| Jahr                                                                                             |                                                |                                                |                                                | Einwohner                                      |
| 1970                                                                                             | 1970                                           |                                                | 2.603                                          | 2.603                                          |
| 1973                                                                                             | 1973                                           |                                                | 2.886                                          | 2.886                                          |
| 1975                                                                                             | 1975                                           |                                                | 2.999                                          | 2.999                                          |
| 1980                                                                                             | 1980                                           |                                                | 3.169                                          | 3.169                                          |
| 1985                                                                                             | 1985                                           |                                                | 3.243                                          | 3.243                                          |
| 1990                                                                                             | 1990                                           |                                                | 3.415                                          | 3.415                                          |
| 1995                                                                                             | 1995                                           |                                                | 3.675                                          | 3.675                                          |
| 2000                                                                                             | 2000                                           |                                                | 3.718                                          | 3.718                                          |
| 2005                                                                                             | 2005                                           |                                                | 3.720                                          | 3.720                                          |
| 2010                                                                                             | 2010                                           |                                                | 3.635                                          | 3.635                                          |
| 2011                                                                                             | 2011                                           |                                                | 3.585                                          | 3.585                                          |
| 2015                                                                                             | 2015                                           |                                                | 3.475                                          | 3.475                                          |
| 2020                                                                                             | 2020                                           |                                                | 3.787                                          | 3.787                                          |
| Quelle(n): LAGIS; Hessisches Statistisches Informationssystem; Gemeinde Brombachtal; Zensus 2011 |                                                |                                                |                                                |                                                |

#### Religionszugehörigkeit
| • 1987: | 2227 evangelische (= 70,3 %), 524 katholische (= 16,5 %), 418 sonstige (= 13,2 %) Einwohner  |
| • 2011: | 1982 evangelische (= 55,3 %), 519 katholische (= 14,5 %), 1084 sonstige (= 30,2 %) Einwohner |

## Politik

### Gemeindevertretung
Die Kommunalwahl am 14. März 2021 lieferte folgendes Ergebnis, in Vergleich gesetzt zu früheren Kommunalwahlen:

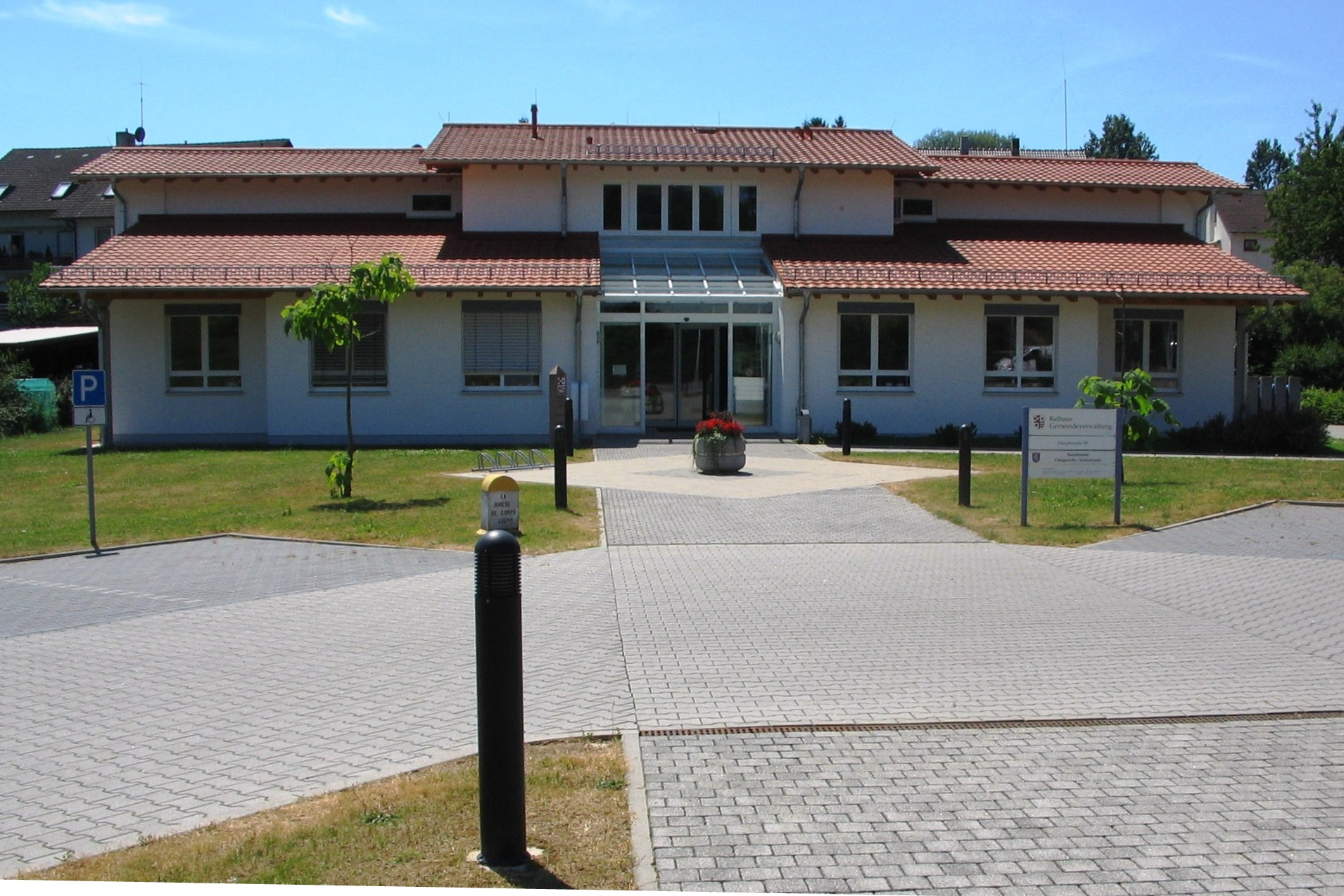
Rathaus von Brombachtal

| Sitzverteilung in der Gemeindevertretung 2021Insgesamt 19 Sitze - SPD: 7 - Grüne: 1 - GSB: 3 - FDP: 1 - CDU: 7 | Parteien und Wählergemeinschaften | Parteien und Wählergemeinschaften           | % 2021 | Sitze 2021 | % 2016 | Sitze 2016 | % 2011 | Sitze 2011 | % 2006 | Sitze 2006 | % 2001 | Sitze 2001 |
| Sitzverteilung in der Gemeindevertretung 2021Insgesamt 19 Sitze - SPD: 7 - Grüne: 1 - GSB: 3 - FDP: 1 - CDU: 7 | SPD                               | Sozialdemokratische Partei Deutschlands     | 35,1   | 7          | 45,7   | 9          | 41,2   | 8          | 46,6   | 9          | 52,0   | 12         |
| Sitzverteilung in der Gemeindevertretung 2021Insgesamt 19 Sitze - SPD: 7 - Grüne: 1 - GSB: 3 - FDP: 1 - CDU: 7 | CDU                               | Christlich Demokratische Union Deutschlands | 36,3   | 7          | 33,4   | 6          | 33,0   | 6          | 36,6   | 7          | 35,3   | 8          |
| Sitzverteilung in der Gemeindevertretung 2021Insgesamt 19 Sitze - SPD: 7 - Grüne: 1 - GSB: 3 - FDP: 1 - CDU: 7 | GRÜNE                             | Bündnis 90/Die Grünen                       | 3,2    | 1          | 14,8   | 3          | 20,9   | 4          | 9,4    | 2          | 10,2   | 2          |
| Sitzverteilung in der Gemeindevertretung 2021Insgesamt 19 Sitze - SPD: 7 - Grüne: 1 - GSB: 3 - FDP: 1 - CDU: 7 | FDP                               | Freie Demokratische Partei                  | 5,2    | 1          | 6,1    | 1          | 4,8    | 1          | 7,4    | 1          | 2,6    | 1          |
| Sitzverteilung in der Gemeindevertretung 2021Insgesamt 19 Sitze - SPD: 7 - Grüne: 1 - GSB: 3 - FDP: 1 - CDU: 7 | LINKE                             | Die Linke                                   | 2,3    | 0          | –      | –          | –      | –          | –      | –          | –      | –          |
| Sitzverteilung in der Gemeindevertretung 2021Insgesamt 19 Sitze - SPD: 7 - Grüne: 1 - GSB: 3 - FDP: 1 - CDU: 7 | G.S.B.                            | Grün. Sozial. Brombachtal.                  | 17,8   | 3          | –      | –          | –      | –          | –      | –          | –      | –          |
| Sitzverteilung in der Gemeindevertretung 2021Insgesamt 19 Sitze - SPD: 7 - Grüne: 1 - GSB: 3 - FDP: 1 - CDU: 7 | Gesamt                            | Gesamt                                      | 100,0  | 19         | 100,0  | 19         | 100,0  | 19         | 100,0  | 19         | 100,0  | 23         |
| Sitzverteilung in der Gemeindevertretung 2021Insgesamt 19 Sitze - SPD: 7 - Grüne: 1 - GSB: 3 - FDP: 1 - CDU: 7 | Wahlbeteiligung in %              | Wahlbeteiligung in %                        | 59,0   | 59,0       | 65,7   | 65,7       | 53,7   | 53,7       | 51,5   | 51,5       | 60,7   | 60,7       |

### Bürgermeister
Nach der hessischen Kommunalverfassung wird der Bürgermeister für eine sechsjährige Amtszeit gewählt, seit dem Jahr 1993 in einer Direktwahl, und ist Vorsitzender des Gemeindevorstands, dem in der Gemeinde Brombachtal neben dem Bürgermeister ehrenamtlich ein Erster Beigeordneter und vier weitere Beigeordnete angehören. Bürgermeister ist seit dem 1. August 2022 Andreas Koch  (CDU). Er wurde als Nachfolger von Willi Kredel, der nach drei Amtszeiten nicht wieder kandidiert hatte, am 6. März 2022 im ersten Wahlgang bei 64,3 Prozent Wahlbeteiligung mit 58,8 Prozent der Stimmen gewählt.
Amtszeiten der Bürgermeister
- 2022–2028 Andreas Koch (CDU)[18]
- 2004–2022 Willi Kredel (bis 2021 SPD)[19]
- 1978–2004 Bernd Kredel (SPD) (1941–2015)[22]

### Wappen und Flagge
Wappen
| Wappen von Brombachtal | Blasonierung: „Durch schwarzes Balkenkreuz viergeteilt, rechts oben sechsfach rot-silber geschacht, links oben sechsstrahliger roter Stern auf Silber, rechts unten rote Rose auf Silber, links unten zwei rote Balken auf Silber.“ |

| Wappen von Brombachtal | Das Wappen wurde der Gemeinde Brombachtal am 19. März 1980 durch das Hessische Innenministerium genehmigt. Gestaltet wurde es durch den Bad Nauheimer Heraldiker Heinz Ritt. Das schwarze Kreuz, das das Wappen spaltet stammt aus dem Wappen des Klosters Fulda. Das obere, rechte Feld Zeigt das Wappen der Herren von Rodenstein, der Stern ist ein Verweis auf die Grafen von Erbach, die Rose ein Verweis auf die Grafen von Wertheim und die beiden Balken das Wappen der Herren von Breuberg. Alle diese Familien und Fulda hatten Besitz in den heutigen Ortsteilen von Brombachtal. |

Flagge
Die Flagge wurde der Gemeinde gemeinsam mit dem Wappen am 19. März 1980 genehmigt und wird wie folgt beschrieben:
„Auf rot/weißer Flaggenbahn in der oberen Hälfte aufgelegt das Gemeindewappen.“

### Gemeindepartnerschaften
Seit dem 30. Mai 1987 besteht eine Partnerschaft zwischen Brombachtal und der französischen Gemeinde La Rivière-de-Corps (Champagne).

## Kultur und Sehenswürdigkeiten

### Bauwerke
Im Ortsteil Kirchbrombach befindet sich die Mitte des 15. Jahrhunderts erbaute evangelische Kirche mit dem um 1518 errichteten St. Alban-Flügelaltar. Die Kirche gehörte bis zur Reformation zum Stift St. Alban in Mainz. Die amtliche Liste der Kulturdenkmäler in Brombachtal umfasst 29 Positionen.
In Langenbrombach befindet sich auf der südlichen Anhöhe eine „XXL-Bank“.

### Regelmäßige Veranstaltungen
Regional sind die Feste zur Kerb, die in den Ortsteilen jeweils getrennt stattfindet, bekannt. In Kirchbrombach findet in der Vorweihnachtszeit ein kleiner Weihnachtsmarkt statt. Daneben gibt es über das Jahr verteilt mehrere Dorf- und Straßenfeste, wie das Erdbeerfest in Birkert.

### Musik
In Langenbrombach besteht eine Blaskapelle.

### Naturdenkmale
Auf der Böllsteiner Höhe sind mehrere markante Granit-Gneis-Felsgruppen als geologische Naturdenkmale geschützt. Weitere Naturdenkmale sind die „Kirchbergeiche“  nordwestlich von Kirchbrombach und die „Eiche in Langenbrombach“.

### Sport
- In Brombachtal gibt es mehrere Sportvereine, darunter der TSV Kirchbrombach (Breitensport) und der TTC Langen-Brombach (Tischtennis). Diese nutzen überwiegend die Sporthalle in Kirchbrombach, die auch von der Grundschule für den Sportunterricht genutzt wird.
- In Kirchbrombach besteht ein unbeheiztes Freibad. Daneben wird in Birkert ein Feuerlöschteich als Schwimmbecken genutzt.
- Zwischen Kirchbrombach und Langenbrombach besteht ein 18-Loch-Golfplatz, der in landschaftlich reizvoller Lage auf einer Anhöhe liegt.
- Mehrere Höfe bieten die Ausübung des Reitsports an.

## Wirtschaft und Infrastruktur

### Wirtschaftsstruktur
Großunternehmen gibt es in Brombachtal nicht. Kleinere, regional bekannte Unternehmen sind die TKS Sicherheitsdienste GmbH, die Wagnerei Brohm und die Knusperhahn GmbH.

### Bildung
Im Ortsteil Kirchbrombach befindet sich eine öffentliche Grundschule. Ferner befinden sich dort in Trägerschaft der AWO bzw. der evangelischen Kirchengemeinde zwei Kindergärten.

### Verkehr
Durch die Bundesstraßen B45 (Hanau–Eberbach) und die B47 (Walldürn–Worms) ist die Gemeinde an das Verkehrsnetz angeschlossen.
Im Schienenverkehr ist die Gemeinde durch den Haltepunkt Bad König-Zell, der früher entsprechend dem Namen eines Ortsteils Zell-Kirchbrombach hieß, sowie durch den Bahnhof Bad König an die Odenwaldbahn angebunden.

## Trivia
Die umgangssprachliche, im lokalen Dialekt verankerte Bezeichnung Bromisch dient wahlweise für die gesamte Gemeinde, für die beiden Ortsteile Langenbrombach und Kirchbrombach oder nur für Kirchbrombach.